# 대장간

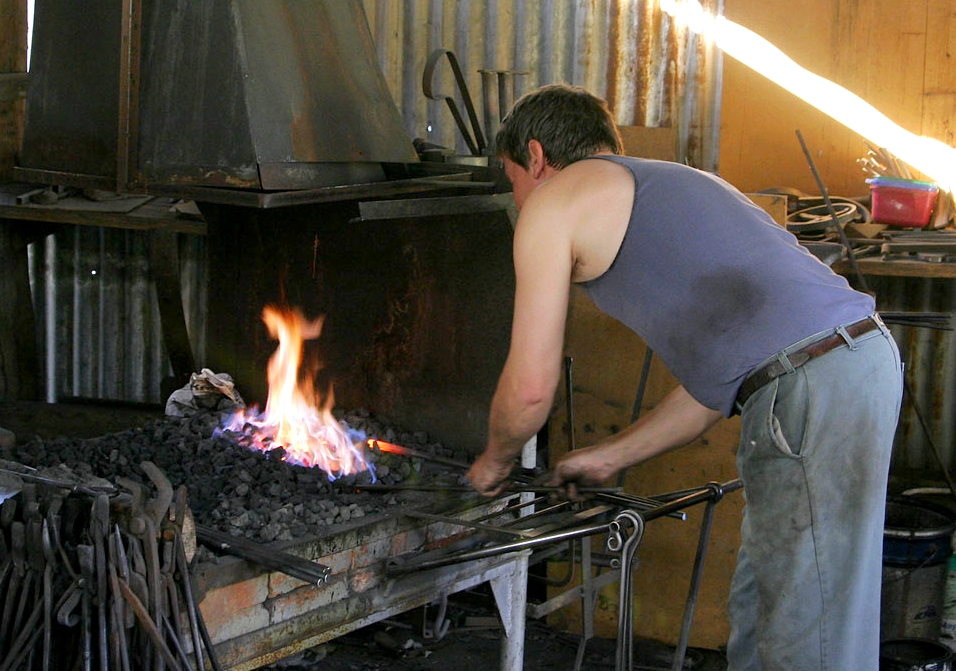
오스트레일리아의 대장간

대장간(영어: blacksmith)은 쇠를 달구어 온갖 연장을 만드는 곳이다. 일은 재료를 불에 달구어 원하는 모양으로 만드는 작업과 재료를 높은 온도로 가열한 뒤 물에 담가 식히는 담금질 처리로 이루어진다.

## 같이 보기
- 오븐
- 가마 (열)
- 용광로
- 제철소

## 참고 문헌
- 이 문서에는 다음커뮤니케이션(현 카카오)에서 GFDL 또는 CC-SA 라이선스로 배포한 글로벌 세계대백과사전의 내용을 기초로 작성된 글이 포함되어 있습니다.